# Карагай (Акжаикский район)
Карага́й (каз. Қарағай) — село в Акжаикском районе Западно-Казахстанской области Казахстана. Входит в состав Алгабасского сельского округа. Код КАТО — 273237400.

## Население
В 1999 году население села составляло 381 человек (196 мужчин и 185 женщин). По данным переписи 2009 года, в селе проживал 291 человек (156 мужчин и 135 женщин).